# Louis Laing
Louis Mark Laing (* 6. März 1993 in Newcastle upon Tyne) ist ein englischer Fußballspieler. 

## Karriere

### AFC Sunderland
Der aus der eigenen Jugendakademie stammende Louis Lang debütierte am 14. Mai 2011 für den AFC Sunderland bei einer 1:3-Heimniederlage gegen die Wolverhampton Wanderers. Am 16. Januar 2012 wechselte der 18-jährige Nachwuchsspieler auf Leihbasis zum Drittligisten Wycombe Wanderers. Das zunächst auf einen Monat begrenzte Leihgeschäft wurde im Februar bis zum Saisonende ausgeweitet.

### Nottingham Forest
Nachdem sein auslaufender Vertrag in Sunderland nicht verlängert worden war, unterschrieb Louis Laing am 20. Juni 2014 einen Einjahresvertrag beim Zweitligisten Nottingham Forest. Da er für Forest nur in der Reservemannschaft zum Einsatz kam, erfolgte am 12. September 2014 eine Ausleihe an den Drittligisten und Stadtrivalen Notts County. Im Januar 2015 folgte eine weitere Leihe zum schottischen Erstligisten FC Motherwell.

### FC Motherwell
Dem FC Motherwell verhalf er während seiner Leihe zum Klassenerhalt in der Scottish Premiership 2014/15. Im Juni 2015 wechselte Laing fest zum FC Motherwell.